# Heliotropium
Heliotropium és un gènere de plantes amb flor dins la família les boraginàcies (Boraginaceae). Alguns taxonomistes formen, amb Heliotropium, una família (HeliotropIaceae) separada de la Boraginaceae.
El gènere va ser descrit per Carl von Linné i publicat a Species Plantarum 1: 130. 1753. El nom del gènere està derivat del grec hèlios (‘sol’) i tropin (‘girar-se’) i fa referència al fet que les flors només apareixen a la cara de la planta que dona al sol.
La distribució és principalment a les regions càlides de tot el món. Diverses espècies (totes de mida petita) es troben als Països Catalans.
Els caràcters distintius principals del gènere són que la corol·la de la flor presenta simetria radial i que els fruits no són espinosos.

## Taxonomia
Comprèn de 250 a 300 espècies, algunes (com H. arborescens) conreades en jardineria. Altres són herbes adventícies o males herbes. Entre elles hi ha :
- Heliotropium amplexicaule
- Heliotropium anderssonii
- Heliotropium angiospermum Murr.
- Heliotropium anomalum Hook. & Arn.
  - Heliotropium anomalum var. argenteum – Hinahina kū kahakai (Hawaii)
- Heliotropium arborescens
- Heliotropium argenteum
- Heliotropium asperrimum R.Br.
- Heliotropium balfourii
- Heliotropium bracteatum R.Br.
- Heliotropium conocarpum F.Muell. ex Benth.
- Heliotropium crispatum F.Muell. ex Benth.
- Heliotropium diversifolium F.Muell. ex Benth.
- Heliotropium chenopodiaceum (A. DC.) Clos.
- Heliotropium claussenii DC.
- Heliotropium convolvulaceum
- Heliotropium curassavicum L.
- Heliotropium dentatum
- Heliotropium derafontense
- Heliotropium ellipticum
- Heliotropium epacrideum F.Muell. ex Benth.
- Heliotropium europaeum L.- heliotropi o cua d'escorpí
- Heliotropium fasciculatum R.Br.
- Heliotropium flintii F.Muell. ex A.S.Mitch.
- Heliotropium foertherianum Diane i Hilger (syn.= Messerschmidia argentea L.f.)
- Heliotropium foliatum R.Br.
- Heliotropium glabellum R.Br.
- Heliotropium heteranthum (F.Muell.) Ewart & O.B.Davies
- Heliotropium indicum
- Heliotropium kuriense
- Heliotropium laceolatum Loefg.
- Heliotropium lagoense (Warm.) Guerke
- Heliotropium lineariifolium Phil.
- Heliotropium megalanthumn I.M. Johnst.
- Heliotropium nigricans
- Heliotropium paniculatum R.Br.
- Heliotropium pannifolium (extint aprox. 1820)
- Heliotropium pauciflorum R.Br.
- Heliotropium paulayanum
- Heliotropium peruvianum
- Heliotropium pleiopterum F.Muell.
- Heliotropium procumbens
- Heliotropium prostratum R.Br.
- Heliotropium riebeckii
- Heliotropium shoabense
- Heliotropium sinuatum (Miers) I.M.Johnst.
- Heliotropium socotranum
- Heliotropium stenophyllum
- Heliotropium strigosum Willd.
- Heliotropium tenuifolium R.Br.
- Heliotropium ternatum Vahl
- Heliotropium ventricosum R.Br.
- Heliotropium wagneri
- Heliotropium aff. wagneri (Samhah, Iemen)